# Андрей (Молдован) (епископ Американский)
Епископ Андре́й Молдова́н (рум. Episcop Andrei Moldovan; 15 июля 1885, Трапольд, Трансильвания, Австро-Венгрия — 14 марта 1963, Детройт, Мичиган) — епископ Румынской православной церкви, епископ Американский.

## Биография
Родился 15 июля 1885 года в Трапольде, Трансильвания, Австро-Венгрия (ныне Апольд, жудец Муреш, Румыния).
По окончании низшей гимназии, в 1903—1906 годах проходил курс обучения в педагогической секции Богословско-педагогического института в Сибиу. В 1907—1910 годах учился в богословском институте в Араде.
12 ноября 1911 году архиепископом Сибиуским Иоанном (Метяну) был рукоположен во священника к церкви в Хендорфе (ныне коммуна Брэдень, жудец Сибиу).
В Первую мировую войну служил военным священником.
В 1923 году митрополитом Николаем (Бэланом) послан служить пастырем-миссионером в США. Служил на разных румынских православных приходах в США, включая церкви в Филадельфии (штат Пенсильвания), Уоррене (штат Огайо), Сент-Поле (штат Миннесота), Гэри (штат Индиана) и Акроне (штат Огайо).
С 1935 года — в клире Румынской православной епископии Америки.
В 1939—1947 годах являлся секретарём Румынской православной епархии Америки. Глава епархии епископ Поликарп, уехавший в Румынию для участия в заседании Синода, не смог вернуться в США из-за начавшейся Второй мировой войны. Пришедшие к власти в Румынии коммунисты вновь не дали епископу Поликарпу вернуться в свою епархию. В итоге 8 декабря 1947 года он известил, что Епископия расформирована государством, а сам он почислен на покой. Подобное вмешательство властей в церковные дела вызвало возмущение румынских верующих в Америке.
Из-за столь долгого отсутствия правящего епископа в епархии назрел кризис управления. 17 мая 1950 года отец Андрей был избран кандидатом в епископы группой из восьми священников Румынской Церкви в Америке. В июне того же года в Мичигане была зарегистрирована «Румынская Православная автономная епископия Северной и Южной Америки» («Episcopatul Român Ortodox Autonom pentru America de Nord şi de Sud»).
Для посвящения во епископа отправился в Румынию, не оповестив об этом епархиальное управление в «Румынском доме». 2 ноября 1950 года прибыл на самолёте в Бухарест. 5 ноября того же года в Нямецком монастыре епископом Романским Феофилом был постртижен в монашество с сохранением прежнего имени. 12 ноября того же года в митрополичьем соборе в Сибиу был рукоположен во епископа. Хиротонию соершили: Патриарх Румынский Юстиниан, митрополит Трансильванский Николай (Балан), епископ Клужский Николай (Колан), епископ Арадский Андрей (Маджеру), епископ Тырговиштский Анфим (Ника) и епископ Ботошэнянский Феоктист (Арэпашу).
Вернувшись в Америку, был отвергнут большинством активистов епархии и по суду устранён от управления епархией и редакторства её периодического органа «SOLIA». Они продолжали рассматривать епископа Поликарпа законным главой православных румын Америки.
Однако, некоторая часть клириков и приходов последовала за ним и образовала румынскую Американскую епархию, верную Румынскому священноначалию, главой которой епископ Андрей оставался до кончины.
Был делегатом от Румынской Православной Церкви на Всеправославном Совещании, прошедшем с 24 сентября по 1 октября 1961 года на острове Родос.
Скончался 14 марта 1963 года в Детройте, США.